# 3D-tiskanje
3D-tiskanje ali aditivna proizvodnja je postopek izdelave trirazsežnih trdnih objektov skoraj katere koli oblike iz digitalnega modela. 3D-tiskanje se doseže z uporabo aditivnega postopka, pri katerem se v različnih oblikah odlagajo zaporedne plasti materiala. 3D-tiskanje se razlikuje od tradicionalnih proizvodnih tehnik, pri katerih se večinoma uporablja odstranjevanje materiala z metodami, kot sta rezanje ali vrtanje (subtrakcijski postopki).
Tiskalnik materialov običajno izvaja procese 3D-tiskanja z uporabo digitalnih tehnologij. Od začetka 21. stoletja se je prodaja teh strojev močno povečala, njihova cena pa je močno padla.
Tehnologija se uporablja za prototipizacijo in porazdeljeno proizvodnjo na področjih nakita, obutve, industrijskega oblikovanja, arhitekture, inženirstva in konstrukcije (AEC), avtomobilske, letalske in vesoljske industrije, dentalne in medicinske industrije, izobraževanja, geografskih informacijskih sistemov, gradbenega inženirstva in drugje.
3D tiskalniki lahko za tisk uporabljajo veliko različnih materialov (npr. guma, plastika, papir, poliuretanski materiali, kovine in podobno ), izbira pa je odvisna od zmogljivosti in tipa tiskalnika. V splošnem se materiali po plasteh nanašajo na različne načine, a najpogostejši v tiskalnikih nižjega cenovnega razreda je nanos topljenega polimera skozi majhno šobo. Polimer je v večini primerov topljiva plastika z ugodnimi lastnostmi za topljenje in hlajenje (v angleščini se uporablja bioplastika PLA ali bolj vzdržljiva ABS, ki za uporabo potrebuje ogrevano posteljo za nanos). 3D tiskalnik filament med 3D tiskanjem vleče v ogrevano glavo (ang. extruder), kjer se filament stopi in skozi šobo nanese na tiskalno posteljo.
Za delovanje mora biti šoba ali baza sposobna premikanja po delovnem prostoru vsaj v treh oseh – torej treh dimenzijah. Načeloma vsako os poganja svoj motor – zato je kvaliteta tiska odvisna od natančnosti in kvalitete pogonskih in transportnih komponent, predvsem pa tudi od vodenja motorjev.
Novembra 2021 so v očesni bolnišnici Moorfields v Londonu na pacientu uporabili prvo popolnoma digitalno protetično oko, ustvarjeno za človeka. Britanec Steve Verze je postal prvi pacient na svetu s 3D natisnjenim očesom.